# Miranda Otto
Miranda Otto (Brisbane, 15 dicembre 1967) è un'attrice australiana.

## Biografia

### Origini
Miranda Otto è nata a Brisbane il 15 dicembre 1967, da Lindsay e Barry Otto, entrambi attori, separatisi quando lei aveva 6 anni.

### Carriera
Dopo alcune esperienze in film minori, è stata diretta da Terrence Malick nel film La sottile linea rossa del 1998 e ha recitato anche in Le verità nascoste di Robert Zemeckis (2000) con Michelle Pfeiffer. Nel 2005 ha recitato insieme a Tom Cruise nel film La guerra dei mondi, diretto da Steven Spielberg, mentre in Italia ha impersonato Ruth Conway, moglie infedele di un generale della NATO nel film La volpe a tre zampe, di Sandro Dionisio (2004), tratto dall'omonimo romanzo di Francesco Costa.
Miranda Otto è divenuta nota per l'interpretazione della principessa Éowyn di Rohan nella trilogia di Peter Jackson de Il Signore degli Anelli, e più precisamente nei due episodi Le due torri e Il ritorno del re. Nel 2018 è entrata nel cast della serie Netflix Le terrificanti avventure di Sabrina, nel ruolo di Zelda Spellman.

## Vita privata
È sposata dal 2003 con l'attore Peter O'Brien, da cui ha avuto una figlia, Darcey, nata nel 2005.

## Filmografia

### Cinema
- 1942: I 15 anni di Emma (Emma's War), regia di Clytie Jessop (1987)
- Initiation, regia di Michael Pearce (1987)
- The 13th Floor, regia di Chris Roache (1988)
- L'adorabile svampita (The Girl Who Came Later), regia di Kathy Mueller (1992)
- Ultimi giorni da noi (The Last Days of Chez Nous), regia di Gillian Armstrong (1992)
- The Nostradamus Kid, regia di Bob Ellis (1993)
- Sex Is a Four Letter Word, regia di Murray Fahey (1995)
- Tutte pazze per Ken (Love Serenade), regia di Shirley Barret (1996)
- Il pozzo (The Well), regia di Samantha Lang (1997)
- True Love and Chaos, regia di Stavros Kazantzidis (1997)
- Patsy Cline (Doing Time for Patsy Cline), regia di Chris Kennedy (1997)
- Dead Letter Office, regia di John Ruane (1998)
- In the Winter Dark, regia di James Bogle (1998)
- La sottile linea rossa (The Thin Red Line), regia di Terrence Malick (1998)
- Le verità nascoste (What Lies Beneath), regia di Robert Zemeckis (2000)
- Kin, regia di Elaine Proctor (2000)
- Human Nature, regia di Michel Gondry (2001)
- Hypnotica (Doctor Sleep), regia di Nick Willing (2002)
- Julie Walking Home, regia di Agnieszka Holland (2002)
- Il Signore degli Anelli - Le due torri (The Lord of the Rings: The Two Towers), regia di Peter Jackson (2002)
- Piovuto dal cielo (Danny Deckchair), regia di Jeff Balsmeyer (2003)
- Il Signore degli Anelli - Il ritorno del re (The Lord of the Rings: The Return of the King), regia di Peter Jackson (2003)
- La volpe a tre zampe, regia di Sandro Dionisio (2004)
- In My Father's Den, regia di Brad McGann (2004)
- Il volo della fenice (Flight of the Phoenix), regia di John Moore (2004)
- La guerra dei mondi (War of the Worlds), regia di Steven Spielberg (2005)
- In Her Skin, regia di Simone North (2009)
- Blessed, regia di Ana Kokkinos (2009)
- South Solitary, regia di Shirley Barrett (2010)
- The White Guard, regia di Andrew Upton (2011)
- Reaching for the Moon (Flores Raras), regia di Bruno Barreto (2013)
- The Turning, regia collettiva (2013)
- I, Frankenstein, regia di Stuart Beattie (2014)
- The Homesman, regia di Tommy Lee Jones (2014)
- The Daughter, regia di Simon Stone (2015)
- Dance Academy - Il ritorno (Dance Academy: The Movie), regia di Jeffrey Walker (2017)
- Annabelle 2: Creation (Annabelle: Creation), regia di David F. Sandberg (2017)
- Zoe, regia di Drake Doremus (2018)
- The Chaperone, regia di Michael Engler (2018)
- The Silence, regia di John R. Leonetti (2019)
- Downhill, regia di Nat Faxon e Jim Rash (2020)
- At the Gates, regia di Augustus Meleo Bernstein (2022)
- Talk to Me, regia di Danny e Michael Philippou (2022)
- The Portable Door, regia di Jeffrey Walker (2023)

### Televisione
- Dottori con le ali (The Flying Doctors) - serie TV, 1 episodio (1988)
- Heroes II: The Return - film TV (1991)
- Polizia squadra soccorso (Police Rescue) - serie TV, 1 episodio (1995)
- Il prezzo della giustizia (The Jack Bull), regia di John Badham - film TV (1999)
- The Way We Live Now - serie TV, 4 episodi (2001)
- Trought my Eyes - film TV (2004)
- The Starter Wife - serie TV, 4 episodi (2007)
- Cashmere Mafia - serie TV, 7 episodi (2008)
- Miss Fisher - Delitti e misteri (Miss Fisher's Murder Mysteries) - serie TV, episodio 1x01 (2012)
- Rake – serie TV, 13 episodi (2014)
- Homeland - Caccia alla spia (Homeland) – serie TV, 12 episodi (2015)
- 24: Legacy - serie TV,12 episodi (2017)
- Le terrificanti avventure di Sabrina (Chilling Adventures of Sabrina) - serie TV, 41 episodi (2018-2020)
- Koala Man – serie animata, episodio 1x08 (2023)
- In the Clearing (The Clearing) – miniserie TV, 8 puntate (2023)

### Doppiatrice
- Il Signore degli Anelli - La guerra dei Rohirrim (The Lord of the Rings - The War of the Rorrhim), regia di Kenji Kamiyama (2024)

## Doppiatrici italiane
Nelle versioni in italiano delle opere in cui ha recitato, Miranda Otto è stata doppiata da:
- Ilaria Stagni ne Il Signore degli Anelli - Le due torri, Il Signore degli Anelli - Il ritorno del re, La guerra dei mondi, The Starter Wife, Downhill
- Francesca Fiorentini in Piovuto dal cielo, Homeland - Caccia alla spia, The Silence
- Sabrina Duranti in Ultimi giorni da noi, Cashmere Mafia, The Portable Door
- Francesca Guadagno ne La sottile linea rossa, Il volo della fenice
- Roberta Pellini in Rake, 24: Legacy
- Gabriella Borri in Patsy Kline, Il pozzo
- Monica Ward in Tutte pazze per Ken
- Michela Alborghetti ne Le verità nascoste
- Barbara De Bortoli in Human Nature
- Chiara Colizzi in I, Frankenstein
- Laura Boccanera in Annabelle 2: Creation
- Mariadele Cinquegrani ne Le terrificanti avventure di Sabrina
- Alessandra Korompay in Talk to Me

Da doppiatrice è sostituita da:
- Valentina De Marchi in Koala Man
- Ilaria Stagni ne Il Signore degli Anelli - La guerra dei Rohirrim

## Premi e candidature
- Saturn Awards
  - 2004: Nominata - Miglior attrice non protagonista per Il Signore degli Anelli - Le due torri (2002)
- Australian Film Institute
  - 1992: Nominata - Miglior attrice protagonista per L'adorabile svampita (1991)
  - 1992: Nominata - Miglior attrice non protagonista per Ultimi giorni da noi (1992)
  - 1997: Nominata - Miglior attrice protagonista per Il pozzo (1997)
  - 1998: Nominata - Miglior attrice non protagonista per In the Winter Dark (1998)
  - 2005: Nominata - Miglior attrice protagonista in televisione per Through My Eyes (2004)
- Critics' Choice Awards
  - 2004: Vinto - Miglior cast per Il Signore degli Anelli - Il ritorno del re (2003) (insieme ad altri membri del cast)
- DVD Exclusive Awards
  - 2003: Nominata - Migliori commentari audio per Il Signore degli Anelli - Le due torri (2002) (insieme ad altri membri del cast)
- Empire Awards
  - 2003: Nominata - Miglior attrice per Il Signore degli Anelli - Le due torri (2002)
- Film Critics Circle of Australia Awards
  - 1993: Nominata - Miglior attrice non protagonista per Ultimi giorni da noi (1992)
  - 1998: Nominata - Miglior attrice protagonista per Il pozzo (1997)
  - 1999: Nominata - Miglior attrice protagonista per Dead Letter Office (1998)
- Logie Awards
  - 2005: Vinto - Miglior attrice in una serie drammatica per Through My Eyes (2004)
- National Board of Review
  - 2003: Vinto - Miglior cast per Il Signore degli Anelli - Il ritorno del re (2003) (insieme ad altri membri del cast)
- Online Film Critics Society Awards
  - 2003: Vinto - Miglior cast per Il Signore degli Anelli - Le due torri (2002) (insieme ad altri membri del cast)
- Phoenix Film Critics Society Awards
  - 2003: Vinto - Miglior cast per Il Signore degli Anelli - Le due torri (2002) (insieme ad altri membri del cast)
  - 2004: Nominato - Miglior cast per Il Signore degli Anelli - Il ritorno del re (2003) (insieme ad altri membri del cast)
- Screen Actors Guild Awards
  - 2003: Nominata - Miglior cast per Il Signore degli Anelli - Le due torri (2002) (insieme ad altri membri del cast)
  - 2004: Vinto - Miglior cast per Il Signore degli Anelli - Il ritorno del re (2003) (insieme ad altri membri del cast)